# Georgios Chalkidis
Georgios Chalkidis (griechisch Γεώργιος Χαλκίδης, * 13. Mai 1977 in Ptolemaida, Griechenland) ist ein griechischer Handballtrainer und ehemaliger Handballspieler. Er spielte zuletzt in der Nationalliga A für Wacker Thun. Für die griechische Nationalmannschaft bestritt er 220 Länderspiele. Seine Spielposition war am Kreis. Nach der Saison 2015/16 beendete er seine Karriere.
Chalkidis trainiert seit Oktober 2017 die griechische U21-Nationalmannschaft sowie seit 2019 den Erstligisten Diomidios Argos.
Chalkidis ist verheiratet und hat zwei Kinder.

## Erfolge
- Kapitän der griechischen Nationalmannschaft
- griechischer Meister 1999, 2001 und 2003
- griechischer Pokalsieger 1999, 2001, 2003 und 2004
- Schweizermeister 2013
- SHV-Cup 2013
- 6. Platz bei den Olympischen Spielen 2004
- 6. Platz bei der WM 2005
- bester Spieler der griechischen Liga 2001
- bester Torschütze beim All Star Game in Spanien 2005
- Rekordnationalspieler in Griechenland
- bester Kreisläufer der griechischen Liga 2001, 2002, 2003 und 2004.[5]